# Sketch (EP)
Sketch è il secondo EP della cantante sudcoreana Hyomin, pubblicato nel 2016 dall'etichetta discografica Core Contents Media insieme a KT Music.

## Tracce
1. Gold
2. Sketch
3. Road Trip
4. Still (아직은)
5. Only We Are Unaware of Our Story (우리의 이야기를 우리만 모르는 채)
6. Sketch (Chinese version)
7. Sketch (Instrumental)